# Opactwo Fleury
Opactwo Fleury – opactwo założone przez opata z klasztoru Saint-Aignan w Orleanie, aktualnie na obszarze gminy Saint-Benoît-sur-Loire. Czasy świetności w okresie od X do XII wieku. W 1108 pochowany został tutaj król Francji Filip I. W klasztornych podziemiach znajduje się grobowiec ze szczątkami założyciela zakonu benedyktynów św. Benedykta z Nursji przeniesionymi tutaj z ruin klasztoru Monte Cassino około 670 roku.

## Historia
- VII wiek - założenie klasztoru i sprowadzenie szczątków św. Benedykta
- ok. 1030 - zbudowana zostaje wieża klasztorna
- 1218 - zakończona budowa bazyliki - zachowana do dziś jest jednym z najpiękniejszych kościołów romańskich we Francji